# Frahelž
Frahelž är en ort i Tjeckien.   Den ligger i regionen Södra Böhmen, i den centrala delen av landet, 110 km söder om huvudstaden Prag. Frahelž ligger 423 meter över havet och antalet invånare är 151.
Terrängen runt Frahelž är platt. Runt Frahelž är det ganska glesbefolkat, med 40 invånare per kvadratkilometer. Närmaste större samhälle är Jindřichův Hradec, 19,9 km öster om Frahelž. Trakten runt Frahelž består till största delen av jordbruksmark.